# Абайський район (Абайська область)
Аба́йський райо́н (каз. Абай ауданы) — район на заході Абайської області у Казахстані. Адміністративний центр району — село Карааул.

## Географія
Розташований біля підніжжя гір Чингізтау на північному заході від міста Семей. Західну і північну частину району займає дрібносопкова рівнина. Клімат — різко континентальний. Середня температура в січні складає −14,2 °C; в липні — 20,7 °C. Обсяг річних опадів становить 250—300 мм. Територією району протікають річки Чаган, Ащісу, Карауил, Кундизди, Шет та Мукур.
На території району розташована Конираулієнська печера.

## Населення
Населення району — 14240 осіб (2021; 15258 у 2009, 17885 у 1999, 21743 у 1989).
Національний склад Абайського району станом на початок 2016 року:
- казахи — 15119 осіб (98,91 %)
- росіяни — 97 осіб
- уйгури — 39 осіб
- татари — 15 осіб
- німці — 3 особи
- азербайджанці — 2 особи
- молдовани — 1 особа
- інші — 10 осіб

Чисельність населення району за статтю та окремими віковими групами на початок 2010 року:
- чоловіки — 50,43 %
- жінки — 49,57 %
- віком до 15 років — 28,66 %
- віком від 16 до 62 років — 60,16 %
- віком від 63 років — 11,19 %

## Історія
Свою історію Абайський район розпочав з 1928 року. Спочатку він носив назву Чингістазького району, утвореного з Чаганської, Чингізької та частини Луначарської волостей Семипалатинського повіту. У листопаді 1930 року район перейменовано на Голощокінський. У грудні того ж року району було повернуто стару назву. У 1939 році Чингізтазький район Східноказахстанської області переданий до складу Семипалатинської області. 5 жовтня 1940 року Указом Президії Верховної Ради Казахської РСР у зв'язку з 95-річчям з дня народження казахського поета Абая Кунанбаєва Чінгістазький район перейменований на Абаївський. В жовтня 1953 року назву підкориговано на Абайський. 1997 року у зв'язку зі скасуванням Семипалатинської області район включений до Східноказахстанської області. З 2022 року — у складі новоствореної Абайської області.

## Склад
До складу району входять 9 сільських округів:
| Поселення                         | Площа, км² | Населення, осіб (1989) | Населення, осіб (1999) | Населення, осіб (2009) | Населення, осіб (2021) | Центр        | Населені пункти |
| --------------------------------- | ---------- | ---------------------- | ---------------------- | ---------------------- | ---------------------- | ------------ | --------------- |
| Архатський сільський округ        | -          | 2216                   | 1541                   | 1133                   | 943                    | Архат        | 2               |
| Карааульський сільський округ     | 500,10     | 5418                   | 5403                   | 5010                   | 5717                   | Карааул      | 1               |
| Каскабулацький сільський округ    | -          | 1881                   | 1585                   | 1340                   | 1094                   | Каскабулак   | 2               |
| Кенгірбайбійський сільський округ | -          | 1852                   | 1237                   | 1039                   | 896                    | Кенгірбай-бі | 1               |
| Кокбайський сільський округ       | 481,06     | 2684                   | 2254                   | 1954                   | 1469                   | Кокбай       | 1               |
| Кундиздинський сільський округ    | -          | 2420                   | 1856                   | 1539                   | 1382                   | Журекадир    | 1               |
| Медеуський сільський округ        | -          | 1212                   | 681                    | 494                    | 413                    | Медеу        | 1               |
| Сарижальський сільський округ     | -          | 2436                   | 2167                   | 1972                   | 1650                   | Сарижал      | 1               |
| Токтамиський сільський округ      | 208,29     | 1624                   | 1161                   | 777                    | 676                    | Токтамис     | 1               |

## Населені пункти
Нижче подано список населених пунктів з чисельністю населення понад 1000 осіб:
| № | Населений пункт | Населення, осіб (1989) | Населення, осіб (1999) | Населення, осіб (2009) | Населення, осіб (2021) |
| - | --------------- | ---------------------- | ---------------------- | ---------------------- | ---------------------- |
| 1 | Карааул         | 5418                   | 5403                   | 5010                   | 5717                   |
| 2 | Сарижал         | 1929                   | 2167                   | 1972                   | 1650                   |
| 3 | Кокбай          | 1932                   | 2254                   | 1954                   | 1469                   |
| 4 | Журекадир       | 1802                   | 1856                   | 1539                   | 1382                   |
| 5 | Каскабулак      | 1383                   | 1374                   | 1257                   | 1041                   |

## Персоналії
Абайський район — духовна столиця Східного Казахстану. Це батьківщина великих казахських письменників — Абая Кунанбаєва, Шакаріма Кудайбердієва, Сапаргалі Бегаліна, Мухтара Ауезова, Камена Оразаліна, Роллана Сейсємбаєва, а також актриси Аміни Умурзакової. Їх музеї розташовуються у Абайському районі.

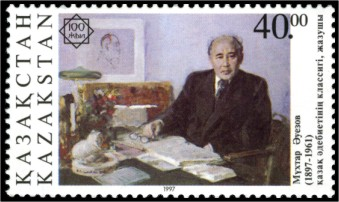
Ауезов Мухтар Омарханович (прозаїк, поет, драматург, вчений)

Молдагалієв Жангас — Герой Радянського Союзу, гвардії лейтенант, командир стрілецької роти 120-го гвардійського стрілецького полку (19.03.1944 р. посмертно). Один з 262 воїнів, які закрили тілом амбразуру дзоту в роки Великої Вітчизняної війни. Народився в селі Карааул 7 червня 1917 року.